# Evangelický kostel (Hradec Králové)
Evangelický kostel je jednolodní sakrální stavba stavitelské firmy Fňouk – stavitel & Liska – architekt z let 1911–12, situovaná na urbanisticky významném místě proti ústí Mýtské ulice v Hradci Králové. Jedním z charakteristických prvků budovy je střecha věže ve tvaru husitské helmice se zakončením v podobě palcátu.

## Historie
Evangelická církev neměla v Hradci Králové vlastní svatostánek a bohoslužby se až do roku 1912 konaly v sokolovně. V roce 1898 koncentrovali hradečtí evangelíci své snahy o zřízení vlastního kostela do založení Spolku pro vystavění evangelického kostela v Hradci Králové. Tento spolek pak v roce 1905 koupil za 18 779,20 Kč parcelu a začal přímo oslovovat vybrané architekty s poptávkou na projekt. Kromě hradeckého spolku se k návrhům vyjadřoval také Švýcarský evangelický spolek, který na stavbu kostela věnoval částku 40 000 švýcarských franků. Peníze byly klíčovým limitujícím faktorem a žádný z předložených monumentálních návrhů (např. Otto Bartning, Josef Gočár, Václav Rejchl st. a ml.) nakonec nebyl přijat. Spolek se poté rozhodl pro vyhlášení architektonické soutěže (mezi účastníky patřili kromě Václava Rejchla st. s upraveným návrhem také Oldřich Liska nebo Vladimír Fultner). Návrhy byly znovu hodnoceny především ekonomickou optikou a vybrán byl projekt Oldřicha Lisky, neboť autor se vzdal nároku na honorář.
Stavby se v roce 1911 ujala stavitelská firma Fňouk – stavitel & Liska – architekt. Stavitel Josef Fňouk nakonec návrh architekta Oldřicha Lisky upravil, především se jednalo o omezení původně plánované dekorativity a větší důraz na formální neoklasicistní prvky. Stavba byla dokončena v roce 1912 a slavnostní posvěcení kostela proběhlo 7. července 1912 – jednalo se zároveň o připomínku upálení mistra Jana Husa. V roce 1941 provedla varhanářská firma Tuček z Kutné Hory opravu původních varhan, instalovaných varhanářem Karlem Urbanem z Prahy v roce 1912. V roce 1943 potřebovala Českobratrská církev evangelická z kapacitních důvodů kostel rozšířit a oslovila znovu architekta Oldřicha Lisku. Ten dodal několik návrhů, které vždy pouze variovaly přístavbu další analogické kostelní lodi. K přístavbě ale nikdy nedošlo. Od roku 1948 pak už na kostele probíhaly jen drobné opravy a úpravy. Od roku 1964 (1958) je celý areál kostela společně se samostatně stojící věží a farou památkově chráněn.
V roce 2010 byla zahájena nejvýznamnější rekonstrukce v celé historii kostela (nové zastřešení, čištění fasády, oprava plotu), která směřovala k novému vysvěcení v roce 2012, tedy ke 100. výročí otevření kostela. V roce 2016 pak byly demontovány stávajicí varhany a z kostela z Bergheimu u rakouského Salcburku byl přivezen starší nástroj Dreher & Reinisch z roku 1968 a instalován zde.

## Architektura
Jedním z inspiračních zdrojů architektonického návrhu bylo Liskovo studium a později praxe v Drážďanech, v návrhu stavby jsou tak aplikovány některé prvky německé secese (např. asymetrie, ornamenty, interiérové prvky). Další inspirací byla také husitská historie evangelické církve (např. zastřešení věže ve tvaru husitské helmice, zakončení ve formě palcátu, časté užití symbolu kalicha). Oldřich Liska sám byl po celý život evangelíkem.
Kostel je jednolodní obdélníková cihlová stavba se sedlovou střechou. Z hladké fasády vystupuje rizalit se štítem neseným pěti dórskými kanelovanými polosloupy, ve štítu je pak umístěn reliéf kalicha stojícího na bibli, jehož autorem je sochař Petr Novák z Jaroměře. Obloukový portál je ústupkový, lemovaný secesním vlysem. Nad portálem je umístěna deska s nápisem: „Hledej pravdu, slyš pravdu, uč se pravdě, prav pravdu, drž pravdu, braň pravdu až do smrti! Jan Hus 1415 až 1915 - svaté paměti otce české reformace vděční evangelíci.“  Věž (zvonice), která propojuje objekt kostela se sousedící farou, opakuje v horní části motiv kanelovaných polosloupů, v dolní části je pak zdobena kyklopským zdivem a završena je jehlancovou helmicí. Budova fary nese některé podobné motivy (ústupkový portál, kyklopské zdivo), její střecha je ale mansardová.

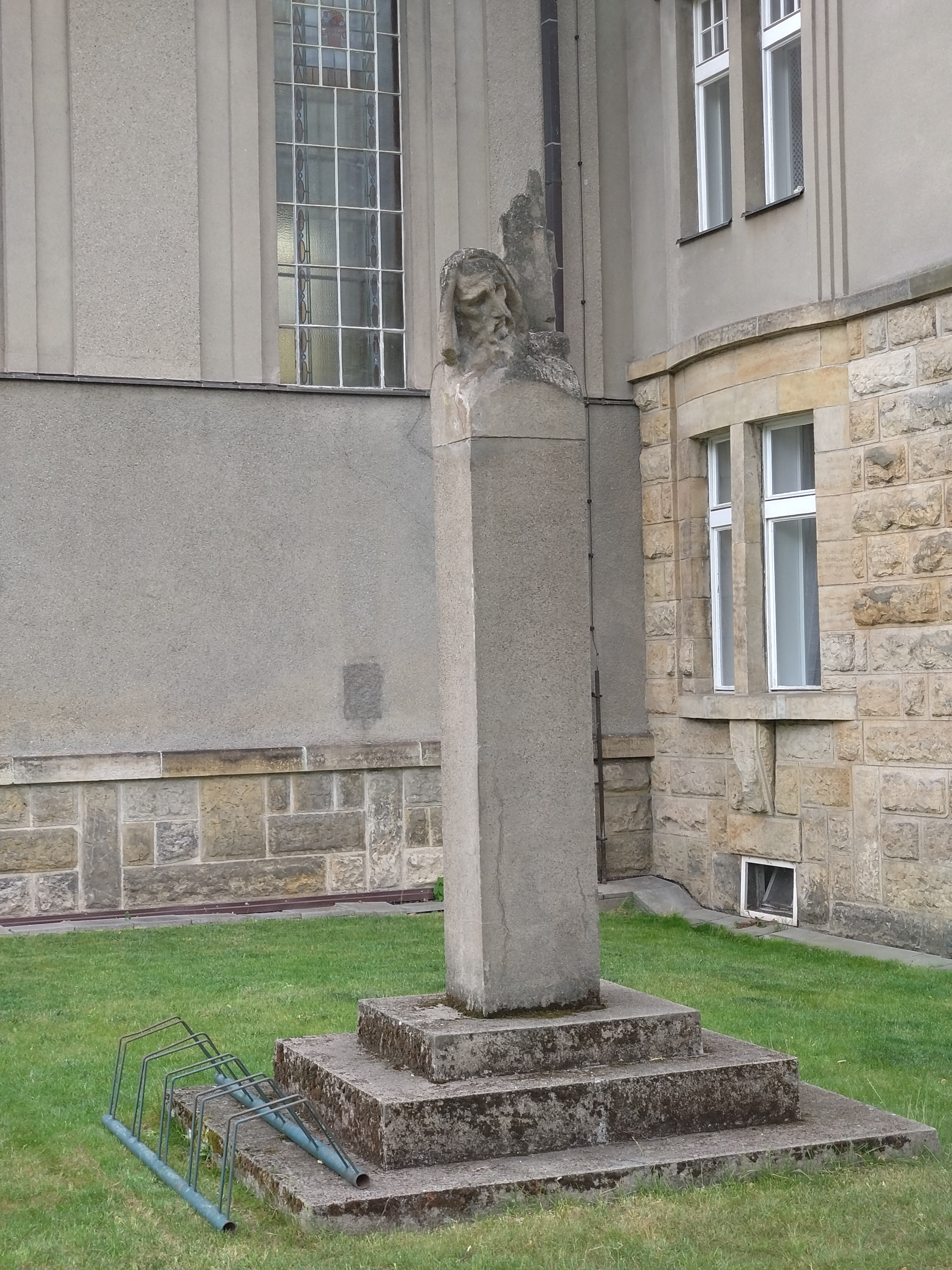
Pomník mistra Jana Husa v zahradě kostela

Interiér kostela je poměrně strohý, hlavními autory interiérového vybavení byli sami Oldřich Liska a Josef Fňouk. Kazatelnu, stůl Páně a skříně na knihy vytvořil dle Liskových návrhů truhlář Václav Souček, autorem secesních nástěnných svítidel a hlavního lustru (mosaz a mléčné sklo) je kovář Jan Rabas. V zahradě kostela se na jižní straně nachází socha (kopie sochy) Mistra Jana Husa od Josefa Bílka.

## Aktivity
Farní sbor Českobratrské církve evangelické v Hradci Králové organizuje v kostele množství aktivit: kromě pravidelných bohoslužeb se jedná také o nedělní školu, setkávání dětí a mládeže, setkávání nad biblí pro dospělé a různé další akce. Kostel se také zapojuje do festivalu Noc kostelů.